# Suriname Hindi Parishad
Stichting Suriname Hindi Parishad (SHP) is een Surinaamse culturele en educatieve organisatie.
De stichting werd op 5 september 1977 opgericht voor de bevordering van en het onderwijs in het Hindi. Ze groeide uit tot de belangenbehartiger voor sprekers van het Sarnami Hindoestani en het Hindi bij de Surinaamse overheid en is aangesloten bij verschillende internationale organisaties. Ze richt zich ook op folklore, gedichten en liederen en houdt een bibliotheek bij. Jaarlijks organiseert ze een competitie Hindi en in toenemende mate wordt aandacht besteed aan kunst en cultuur.
Het nieuwe gebouw aan de Hindilaan werd op 5 juni 2003 ingehuldigd door de Indiase minister Digvijay Singh van Buitenlandse Zaken, zijn Surinaamse ambtsgenoot Marie Levens en minister Walther Sandriman van Onderwijs en Volksontwikkeling. Later op de dag onthulde hij het borstbeeld van Luchmon Sing voor deze locatie. De eerste onthulling had plaatsgevonden in 1923.
Het gebouw wordt ook gebruikt voor andere doeleinden, zoals voor seminars en vieringen. In 2022 werd in het gebouw de kunsttentoonstelling Kala Ka Anubhav georganiseerd. In december 2024 werd hier het Sarnámi Centrum geopend met een bibliotheek en een studiecentrum. De opening werd verricht door Rabin Baldewsingh, de Nederlander van Surinaamse afkomst die in Nederland aangesteld is als Nationaal Coördinator tegen Discriminatie en Racisme.

## Voorzitters
Hieronder volgt een (incomplete) lijst van voorzitters.
- Harnarain Jankipersadsing[10]
- Bholanath Narain (≤2012 - ≥2018)[11][12]
- Satjanand Pramsoekh (≤2022)[13]